# Bagàte (Crimea)
Bagàte (en (ucraïnès): Багате) és un poble de la República Autònoma de Crimea a Ucraïna, que el 2014 tenia 973 habitants. Pertany al districte de Bilogorsk.